# Mazza (cognome)
Mazza è un antico cognome di origine aragonese. Nel sito dei beni culturali della regione Lombardia è riportata la seguente descrizione: Nobile e antica famiglia aragonese, iscritta all'Ordine di Malta sin dal 1526 

## Varianti
Mazzetto, Mazzetti, Mazzino, Mazzini, Mazzola, Mazzoli, Mazzuoli, Mazzoletti, Mazzotta, Mazzotti, Mazzone, Mazzoni, Mazzali, Mazzanti, Mazzantini, Mazzacane, Mazzacano, Mazzacurati, Mazzavillani, Mazzabove, Mazzacavallo, Mazzamoro, Mazzavitello e molte altre

## Origine e diffusione
Nell'antico libro "Teatro Genologico Delle Famiglie Nobili Titolate Feudatarie" del Sig. Dott. don Fiadelfo Mugnos è riportato in un italiano misto aragonese come viene creato il cognome Mazza di seguito ne riportiamo il testo, la diffusione in Italia avviene perché sotto il dominio aragonese e non solo diventano Baroni di vari luoghi italiani
Scritto del Mugnos leggermente tradotto per renderlo più comprensibile:
Ritrovasi la famiglia Mazza esser stata una delle più antiche e nobili famiglie di Spagna, del regno di Aragona, poiché il Zurita nel I lib. Cap. 32 racconta che nell’anno 1096 il Re don Pietro primo si fece una gran battaglia contro i mori, detta d’Alcoraz nella quale vi intervenne oltre a valorosissimi cavalieri un don Fortugno, nobilissimo cavaliero che era stato esiliato da regno: e questo cavaliero venne a servire il re Pietro in questa battaglia con 300 fanti di Guascogna armati di mazze, delle quali si presero assai in quella giornata, e perché questo cavaliero si segnalò per le sue gran prodezze più di tutti in quella, lo chiamarono don Fortugno Mazza, perloché i suoi discendenti acquisirono questo cognome di Mazza e furono de principali Richoshombres di Spagna. 
Darco Mazza cavaliero di molto valore diede insieme a molti altri signori d’Aragona il giuramento d’omaggio nel 1137, e suo fratello Fortun Garziz Mazza intervenne nella pace che fece il Re don Ramiro, con il Re di Castiglia nello istesso tempo.
E nel casamento che fece dell'Insanta donna Petronilla sua figlia col Conte di Barcellona, e nella rinuncia del regno fra molti altri cavalieri e ricoshombres vi intervenne Gomez Mazza. 
Blasco Mazza nel 1156 viene annoverato dal Zurita fra molti Baroni d’Aragona, e di Castiglia. 
Fortugno Mazza intervenne con molti Prelati e Richoshombres nel 1163, nella coronazione del Rè don Alfonso.
Don Blasco Mazza cavalier di molta stima che fu Signor di Bojra si ritrovò presente alle nozze che fece in Taracona il Rè di Castiglia, con donna Leonora figliuola di Henrico secondo Rè d’Inghilterra nel 1167, e come Signore di molto pregio si trovò con molt’altri Signori in quelle, che celebrò il Rè d’Aragona con donna Sàcha figlia dell’Imperatore don Alonso, e della Imperatrice donna Pica nel 1174. 
Don Pietro Mazza parimente si trovò in servigio del Rè don Pietro secondo contra i mori del Regno di Valentia, e particolarmente con molti Signori Cavalieri, e Capitani in quella famosa giornata de las Naus de Tolosa del 1210 dove esercitò il suo valore. 
Un altro Blasco Mazza nell’anno 1216, si trova haver seguito con molti Ricoshombres la parte del Conte Sanchio, con l’infante don Hernando, e nel 1223 fu dato per testimonio insieme con don Atho de Foces al Rè dò Giaime dal Conte dò Sanchio istesso per causa che don Giullien de Moncada Visconte de Bearne voleva far guerra al Conte, per il Còtado di Roffellon, ed esso se né querelò al Rè dicendo che voleva stare a ragione, e non far guerra, e perciò diede i testimonij.
Il medesimo dò Blasco Signore si trovò a servigi del Rè dò Giaime il conquistatore, e particolarmente nella guerra che fece contro le città, ei luoghi che seguivano la parte dell’Infante don Hernando nel 1226 ; parimente quando il Rè don Giaime d’Aragona guereggiava contro i mori delle montagne sempre si trovava pronto al suo servigio, e quando il Rè don Giaime si confederò con il Rè don Sanchio di Navarra, egli si sottoscrisse con giuramento con molt’altri signori e quando pofcia gli domandò licenza disse che sempre sarebbe pronto di andarlo a seguire con 2000 cavalieri. 
L’istesso don Blasco Mazza si trovò sempre servendo il suo Rè contro i mori di Valentia, e qundo il re moro Zien rese la città di Valentia, ed altri castelli, essendogli concesso tregua, per ott’anni dal Rè don Giaime don Blasco giurò con molt’altri Signori di mantenere l’accordo che fu l’anno 1239. 
Un altro don Pietro Mazza Signor di San Gayren sevi negli anni 1232 al Rè d’Aragona contra i mori di Malloria, e fu lasciato da quel Rè in compagnia di Bernaldo di Sant’Eufemia a finire quella impresa, essendo egli andato in Catalogna. 
Un altro don Blasco Mazza si ritrova nell’anno 1273 che si impegnava nei servigi del Rè con molt’altri Baroni, e Signori d’Aragona e Catalogna, contro i mori di Granata. 
Blasco Mazza viene annoverato tra i 40 principali cavalieri che il Rè Pietro nominò per adempir la disfida col Rè Carlo D’Angiò nel 1283, per doversi far in Bordeus la battaglia l’isetesso è nominato come Barone a dar giuramento d’omagio con altri Baroni e richoshombres al medesimo Rè. 
Fiorirono parimente nel 1285 molti altri Baroni di quella famiglia, un Pietro Mazza Signor di Banastron, Pietro Mazza Signor de làs Cellas, Blasco Mazza Signor di Ganalur, i quali tutti servirono in molte importanti guerre con i suoi vassalli il Rè loro. 
Però don Blasco Mazza cavaliero guerriero passò in Sicilia con il Rè Giacomo in quelle guerre quando il Cardinal di Palma, e il Conte d’Artois mandarono l’armata Francese in Sicilia, e presero il castello d’Agosta, ed il Rè trovandosi a Catania si parti col suo esercito alla volta di quelli per assediarli in Agosta nominando per Marescial dell’esserci o don Ramon Aleman, dando il stendardo reale a don Blasco Mazza, il che fu nell’anno 1287, oltre che aveva altri carichi di gente catalana e aragonese. 
Questo don Blasco Mazza piantò la sua famiglia a Messina e fu progenitore di Pietro Mazza, di Fra Filippo Mazza, ed altri cavalieri.
Si deve sapere che quella famiglia insieme con molte altre di Spagna si nomavano con il don etiamdio i Rè come si legge nelle storie spagnole e poi già quando passarono in Italia, e Sicilia lasciarono il don a uso dei paesi italiani, lasciandosi chiamare semplicemente dè propri nomi, Pietro. Giaime, Alonzo eccetera. 
Dal predetto don Blasco Mazza nacque Pietro Mazza cavaliere valoroso c'ebbe dal Rè Martino un gran casamento nella città di Sacca, ch’era d’Artale d’Alagona, e del Conte Nicolò Peralta nel 1399, Pietro fu padre di Blasco II e di Federico.
Blasco II fu genitore di Pietro II, di Santoro, di Emilio e altre femmine. 
Pietro II generò Ferdinando cavalier generoso fu padre di Pietro III e di Corrado. 
Pietro III mori giovane senza figli ed il fratello Corrado fu padre di Ferrante cavalier valoroso e genitore di Corrado II ultimo barone della Sellia e di Pietro IV i quali vissero con molto splendore e decoro di nobiltà.
Nella cancelleria di Napoli nella cur. 2 del 1486 si leggono alcune memorie del detto Corrado e don Ferràte la Marra nella famiglia Ruffo, racconta che nel detto anno don Antonio Cèteglies già marchese si Cotrone, il figliolo Giovanni Ruffo Conte di Sinopoli e Corrado Mazza diedero traverso nel pizzo e il Re Ferdinando li fece imprigionare
Il detto Corrado fu padre di Ferrante cavaliere virtuosissimo sia nelle armi che nelle lettere che si sposò con Mariola figlia di Filippo Crisafi barone di Erbabianca, cugino carnale di Nicolù CIsafi barone di Linguagrossa,
Da Ferrante Mazza e Mariola Crisafi nacquero due figli Pietro e Filippo Mazza. 
Pietro si sposò con Sebastiana Alife figlia di Capitan Guiscardo Cavalier di San Giacomo e sorella di Bartolomeo che visse con molto splendore e autorità, comandando una Galera di Sicilia e successivamente comandò una flotta con la carica fi Generale, e sotto Carlo V si trovò nel battimento d’Africa e visse rimanendo sempre nell’ordine di San Giacomo della Spada. 
Da Pietro Mazza IV e da sua moglie Sebastiana nacquero Mariana, Santoro, Franceso, Guiscardo, Filippo, che tutti nobilmente e stimatissimi vissero nella città di Messina morendo senza lasciar prole. 
Però Mariana essendo stata educata diligentemente ne usci sapientissima ed ornata di bele lettere latine e toscane fu valente anche nel impoetare improno e in scrittura varie canzoni siciliane, si sposò con Giacomo Falcone, figlio di Simone e Margheritella Merulla. 
Filippo Mazza figlio dell’ultimo Ferrante e fratello di Pietro fu Cavalier della religione gerosolomitana (cavaliere di Malta) ricevuto nell’ordine nel 1526 , dopo aver servito la sua religione fu giubilato e fatto Gran Croce di Campimento dell’Sovrano Ordine dei Cavalieri di San Giovanni di Gerusallemme , diventò Generale della squadra della sua religione e combatté contro i nemici della cristianità, catturò molti turchi e morì seguendo con la sua squadra due galeotte turche che si addentrarono dentro alla laguna di Venezia e verso mattina s’imbatté con la guardia delle Galeazze Veneziane delle quali pre o con tutta la squadra fu per gli ordinari statuti di quella repubblica tagliata la testa e per onoralo in qualche parte lo seppellirono nello scoglio detto oggi scoglio di Mazza, così nominato oggi da tutti i marinari. 
Fiorì parimente il Dott. Angelo Mazza vhe fu giudice della corte Straticoziale, diverse volte procreò con sua moglie Fiorella,
Il loro figlio Antonino fu donatario dei loro beni nel 1514 per donazione negli atti del Notar Faxanella di Messina e Pantaleone che si casò con Tanzulla figlia di Antonino. 
Da Antonino e la sua sposa Bernardina nacquero Mariano e Giò:Nicolò i quali successero nei paterni beni nel 1544. 
Giò:Nicolò predetto figlio di Antonino Mazza e Bernardina Romano figlia del Baroin Mont’Albano si casò con Leonora figlia di Pietro e Leonora Anzaleone per gli atti del Notar Girolamo Mangiante di Messina al 19 Gennaio 1529. 
Mariano ebbe per moglie graziosa la figlia di Mauro Petruzza, di Mauro si vede per contratto negli atti di Notar Franceso Giardina di Messina nel 1545 procreò Marcello e Claudio Mazza, Giovanna, Lauina, che vissero monache per suo testamento negli atti di Notar Zaccaria di Federico a 20 maggio 1581, Claudio procreò Maria, che fu moglie di Mario Cocchiglia, finalmente tutti i gentiluomini di questa famiglia finirono nobilmente con i primi uffici della loro patria e vivono oggi in Milano. 
L’arme di questa famiglia sono due mazze d’oro in campo azzurro e nelle maniche un laccio rosso con presili d’oro però in un sepolcro della famiglia Mazza nella cittòà di Palermo sono tre mazze d’oro e una banda d’oro di oura in campo azzurro.
È il cinquantesimo cognome italiano per diffusione, ed è portato da oltre 7.000 famiglie, ed è presente in molte regioni. Discretamente diffuse anche la varianti Mazzola (portata da oltre 3.200 famiglie, concentrate in particolare in Lombardia e Sicilia) e Mazzone (oltre 2.000 famiglie, in particolare Puglia e Campania).
Meno diffusa la variante Mazzini, e perlopiù frequente in Emilia-Romagna, Lombardia e Toscana.

## Persone
- Pio Roberto Mazza, calciatore italiano (Torino, n.1906 - † 1979)
- Guido Mazza, calciatore italiano (Torino, n.1903 - † 1977)
- Marco Mazza, ex calciatore sammarinese (San Marino, n.1963)
- Angelo Mazza poeta (Parma 16/11/1741 - 11/05/1817)
- Andrea Mazza fratello di Angelo Mazza, secondo bibliotecario della biblioteca palatina di Parma, recuperò e conservò importanti manoscritti (Parma 21/11/1724 - 13/09/1797)
- Francesco Mazza Avvocato, Cavaliere e Consigliere dell'Ordine Costantiniano, fu parte attiva nella redazione del codice civile italiano (Parma 19/01/1766 - 06/01/1834)
- Fortugno Garziz Cavaliere Medioevale fu decisivo nella battaglia di Alcoraz al punto che Pietro I lo chiamò Fortugno Mazza in riferimento alla mazza chiodata, fu parte attivà nella Reconquista Spagnola
- Mons. Carlo Mazza attualmente Vescovo della diocesi di Bergamo
- Mons. Carlo Mazza Vescovo emerito della diocesi di Fidenza
- Mons. Antonio Mazza vescovo di Tarquinia e Civitavecchia
- Francesco Antonio Mazza segretario del Re Alfonso di Aragona
- Ascanio Mazza capitano delle carceri di Parma nel 1612
- Girolamo Maria Mazza da Casalmaggiore fu primo Abate Mitrato e Prevosto della Regio-Ducale Basilica della Scala di Milano e prediletto del Duca Francesco II Sforza
- Giuseppe Mazza computista del Conte Alfonso Gonzaga
- Gaetano Mazza Podestà del Comune di San Secondo parmense nel 1850
- Filippo Oddone Mazza Podestà di Novara fino al 1928
- Damiano Mazza allievo del pittore Tiziano
- Giovanni Mazza medico che nel 1630 si distinse per il suo impegno e coraggio nel curare i malati di peste
- Aldo Mazza famoso pittore a Milano, sposò Paola Farnese nel 1905 (nato il 5 luglio 1880)
- Giuseppe Mazza scultore (1653 -1741)
- Giuseppe Mazza pittore attivo nel milanese e onorevole del Regno di Sardegna (03/03/1806 - 20/06/1885)
- Giovanni Battista Mazza protonotario apostolico (nato il 2 febbraio 1533)
- Mazza Luigi chimico noto per le sue ricerche sull'eletrolisi (1898 - 1978)
- Francesco Mazza,Conte di Rivanazzano, Tenente Generale del Regno d'Italia (25/10/1841 - 16/05/1924)
- Salvatore Mazza artista (19/04/1819